# Ioulia Stenkina
Ioulia Sergueïevna Stenkina (en russe : Юлия Сергеевна Стенькина) est une ancienne joueuse de volley-ball russe née le 7 février 1988 à Iourga (Oblast de Kemerovo). Elle mesure 1,72 m et jouait au poste de libero. 

## Clubs
| Club          | De        | À         |
| ------------- | --------- | --------- |
| Litseï Iourga | 2003-2004 | 2006-2007 |
| Khara Morin   | 2007-2008 | 2009-2010 |
| VK Tioumen    | 2010-2011 | 2011-2012 |
| Khara Morin   | 2012-2013 | 2013-2014 |